# Abysses (roman)
Pour les articles homonymes, voir Abysse (homonymie).
Abysses (titre original : Der Schwarm) est un roman de science-fiction de l'auteur allemand Frank Schätzing paru en 2004 dont la traduction française a été disponible en 2008. L'intrigue consiste en l'existence d'êtres sous-marins intelligents qui menacent l'humanité terrestre.
Une adaptation télévisée a vu le jour en 2023.

## Intrigue
En Norvège, des scientifiques découvrent une nouvelle espèce de vers marins, qui s'attaquent au méthane du talus continental. Il s'avère que ces animaux vivent en symbiose avec des bactéries se nourrissant de méthane, ce qui a pour effet de dégrader à toute vitesse ce talus. Dans le même temps, des spécialistes américains et canadiens observent des comportements extrêmement agressifs de la part de baleines et d'orques, des espèces normalement paisibles. 
Un Norvégien comprend que ces événements sont organisés par une intelligence. Alors que les autorités politiques se soupçonnent mutuellement, le talus continental norvégien s'effondre, les bactéries ayant transformé le méthane gelé en gaz. Le glissement de terrain provoqué crée un tsunami de 40 mètres de haut, qui dévaste les côtes du Royaume-Uni, de la Belgique, des Pays-Bas, des pays scandinaves et du nord de la France. Les Shetlands, l'Islande et d'autres îles sont submergées. Dans les pays touchés, l'état d'urgence est décrété. 
Mais le tsunami n'est que le premier des fléaux à s'abattre. Des micro-algues capables de se répandre dans l'eau et causant la mort si on les ingère sont répandues en France par des homards. Une horde de crabes nains envahit la côte est des États-Unis, forçant les autorités à mettre New-York en quarantaine. Des méduses ultra-toxiques empoisonnent les prises des pêcheurs du monde entier, alors que les navires sont paralysés par des moules très nombreuses et résistantes, perturbant le trafic mondial.

## Personnages

### Leon Anawak
Anawak est docteur en zoologie et spécialiste des baleines. Son véritable travail consiste à observer et à classer les baleines au large de l'île de Vancouver. Il organise également des excursions d'observation des baleines pour montrer aux gens la fascination de ces animaux. Ce faisant, il entre souvent en conflit avec le protecteur autoproclamé des baleines, Greywolf, qui rejette cette pratique comme étant du mercantilisme. Anawak est un Inuk, mais il est en conflit d'identité quant à ses origines, son père ayant renoncé aux anciennes traditions et étant devenu alcoolique. Ce n'est qu'à l'enterrement de son père qu'Anawak est prêt à retrouver ses propres racines. Sa tâche est de découvrir comment l'Yrr contrôle les autres êtres, ce à quoi il travaille principalement avec Oliviera. Il survit à l'attaque de l'Yrr sur le porte-hélicoptère, sauve Samantha Crowe et peut s'enfuir avec elle dans un canot pneumatique motorisé du USS Independence qui coule.

### Sigur Johanson
Second personnage, spécialiste et professeur en biologie. Il va travailler pour l'industrie pétrolière Statoil, après l'apparition de vers mystérieux et destructeurs, encouragé par Tina Lund il deviendra conseiller de l'entreprise.

### Jack "Greywolf" O'Bannon
Ancien militaire de l'U.S NAVY, spécialiste de l'entraînement des mammifères marins pour des opérations militaires, il démissionne, prétextant un renvoi pour maladie cardiaque, lorsqu'il découvre le sort effroyable réservé aux animaux. Il trouve par la suite un travail à la Davie's Whaling Station, centre touristique d'observation des mammifères marins sur l'île de Vancouver mais se fait renvoyer après une altercation, avec Leon Anawak. Il décide ensuite de monter son propre groupe de protection des animaux. d'origine irlandaise et amérindienne, il change son nom pour Greywolf, afin de passer un peu plus pour un indien...

### Tina Lund
Tina Lund est la meilleure amie de Sigur Johanson et travaille pour Statoil pour tester les conditions sur le plateau continental norvégien. La société norvégienne se consacre à l'exploitation des gisements de pétrole en profondeur. Tina découvre de grandes quantités de vers  mutés dans les champs d'hydrate de méthane du plateau continental, dont l'existence était jusqu'alors inconnue. C'est également elle qui demande à Sigur d'examiner les vers de plus près, lui faisant ainsi prendre conscience pour la première fois des étranges changements qui se produisent dans les profondeurs marines. La relation entre Tina et Sigur est d'abord floue, car elle oscille entre la romance et l'amitié, mais ils décident de se mettre d'accord sur une relation amicale. Tina Lund meurt finalement en essayant de sauver la vie de son grand amour Kare Sverdrup pendant le tsunami causé par les vers sous-marins.

### Jack Vanderbilt
Directeur de la CIA. Cynique, il défend l'emploi de l'option militaire contre les Yrrs.

### Samantha Crowe
Elle est recrutée, sur proposition de Leon Anawak, sur la base de ses réflexions théoriques concernant la communication avec les extraterrestres. Elle est chargée de prendre contact avec les Yrrs et de décoder les signaux que ceux-ci émettent.

### Karen Weaver
Journaliste spécialisée dans les affaires maritimes. Elle se rapproche de Leon Anawak et de Sigur Johanson en défendant l'existence des Yrrs. Elle se bat à leur côté pour empêcher la tentative d'extermination des Yrrs.

### Murray Shankar
Spécialiste dans l'analyse des signaux, il est, avec Samantha Crowe, chargé de la communication avec les Yrrs.

### Bernard Roche et Sue Oliviera
Bernard Roche et Sue Oliviera sont des microbiologistes français et canadienne, respectivement.

### Les Yrrs
Créature(s) hyper-intelligente(s) des fonds marins, dont l'existence est progressivement soupçonnée, dont la nature est ensuite progressivement comprise. Les Yrrs sont des agrégats d'unicellulaires s'attaquant depuis l'océan à l'espèce humaine qui les menace.

Le terme les désignant est proposé par Sigur Johanson, qui le voit apparaître sur son écran d'ordinateur après qu'il en a machinalement effleuré le clavier.

## Aspects scientifiques techniques
La fiction s'appuie sur d'importantes références techniques et scientifiques : l'hydrate de méthane, les unicellulaires, le plateau continental, le comportement et le mode de vie des baleines, les plates-formes pétrolières…
Se trouvent plus particulièrement évoqués la cuboméduse Chironex fleckeri, la dinophycée Pfiesteria piscicida, le calamar géant Architeuthis, la baleine bleue Balaenoptera musculus.

## Prix littéraires
- Abysses de Frank Schätzing a reçu le Prix Kurd-Laßwitz et le prix allemand de science-fiction du meilleur roman de science-fiction allemand en 2005.

## Éditions françaises
- Frank Schätzing, L'Essaim, France Loisirs
- Frank Schätzing, Abysses, Presses de la Cité, coll. « Sang d'encre », 2008, 884 p.
- Frank Schätzing, Abysses, Presses de la Cité, coll. Points Thrillers, 2009, 1216 p.